# Патриотас Бояка
«Патрио́тас Бояка́» (исп. Patriotas Boyacá S. A.) — колумбийский футбольный клуб из города Тунха. В настоящий момент выступает в Кубке Мустанга, сильнейшем дивизионе страны.

## История

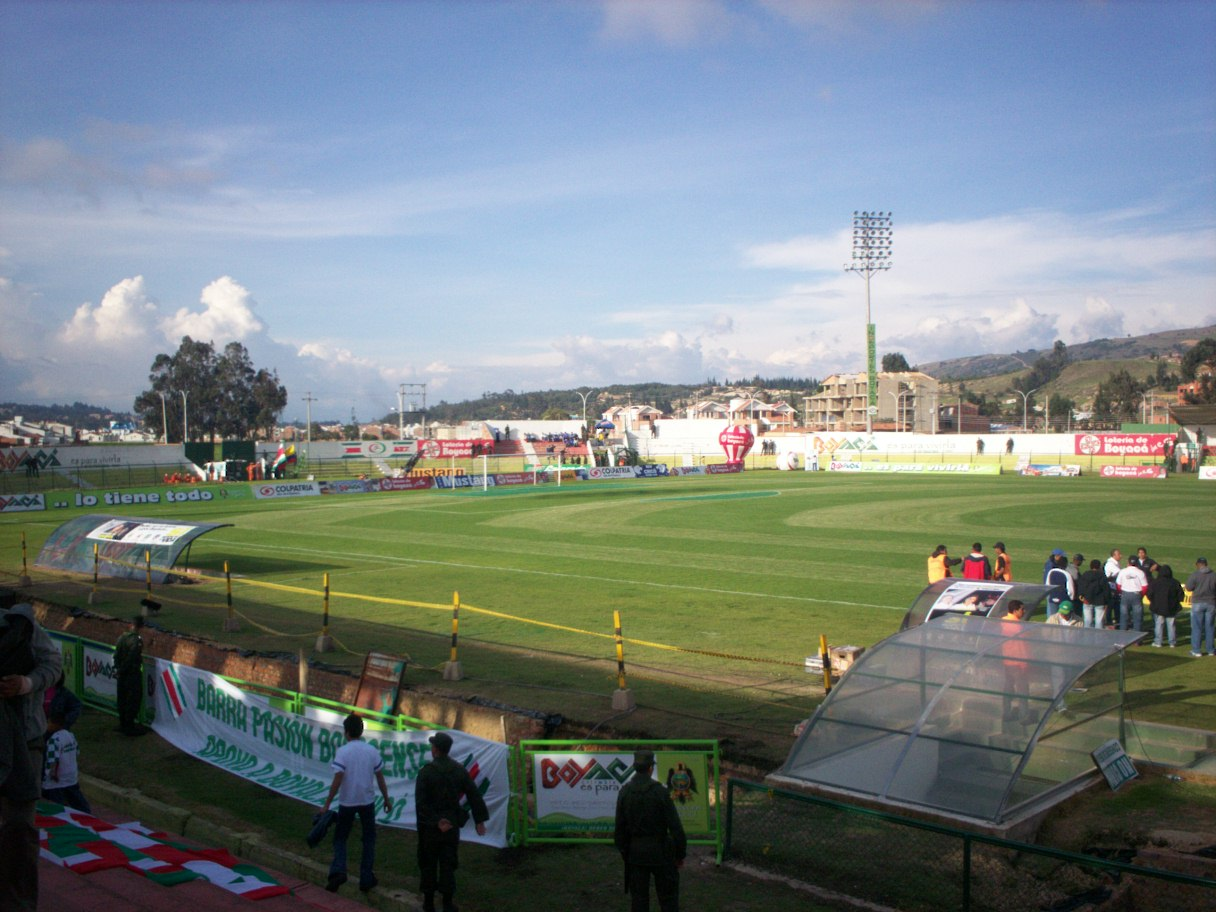
Стадион «Ла Индепенденсия».

Команда была основана в 2003 году, тогдашним губернатором департамента Бояка Мигелем Анхелем Бермудесом. Первые восемь сезонов своего существования команда провела в «Примере B», втором по силе дивизионе колумбийского футбола. В 2011 году «Патриотас» стал финалистом «Примеры В» и получил право на следующий год дебютировать в Кубке Мустанга, высшем дивизионе чемпионата Колумбии. Домашние матчи команда проводит на стадионе «Ла Индепенденсия», вмещающем 20 000 зрителей.

## Достижения
- Второе место в Примере B (1): 2011

## Сезоны по дивизионам

Прежний логотип «Патриотас»

- Примера А (18): 2012—н. в.
- Примера B (8): 2003—2011